# Hjakunin Issu

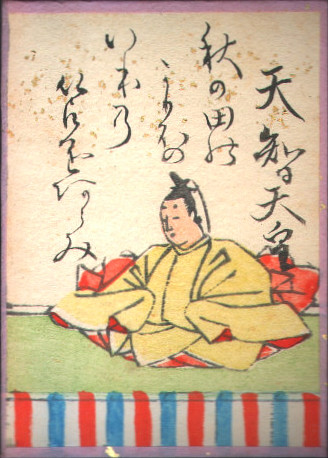
Az első verskártya

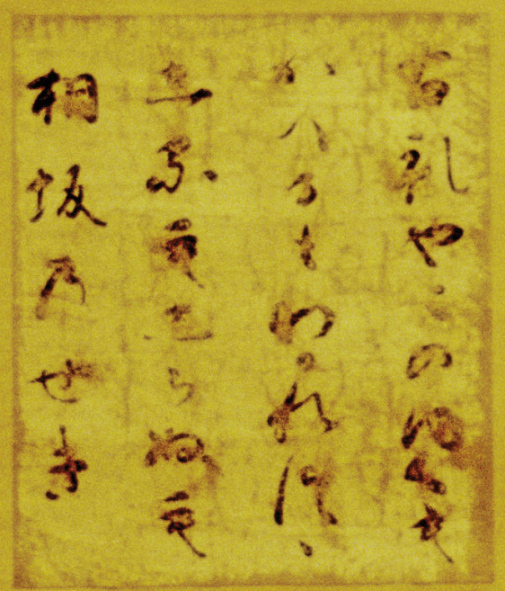
Teika egyik ogurai kalligráfiája

A Hjakunin issu (japánul: 百人一首, Hepburn-átírással: Hyakunin Isshu, 'száz ember egy vers', 'száz ember egy-egy verse'), avagy más néven az Ogura hjakunin issu (japánul: 小倉百人一首, Ogura Hyakunin Isshu) egy klasszikus japán versantológia, amiben száz darab vaka található száz különböző költőtől. Ugyanakkor neve utalhat az Uta-garuta kártyajátékokra, amely játékokat a Hjakunin issu verseiből készült paklikkal játsszák.
Az antológiát Fudzsivara no Teika gyűjtötte össze, amíg Kiotó Ogura kerületében élt.

## Összeállítása
Teika egyik naplójában, a Meigecukiban, azt írja, hogy fia, Fudzsivara no Tameie kérte meg őt, hogy állítson össze egy antológiát, amivel a fiú meglepheti apósát. Az após birtoka az Ogura-hegyhez közel terült el, innen a másik név azaz az "Ogura hjakunin issu".
Az ogurai birtok falait díszíthesse, Fudzsivara no Teika a verseket kalligráfiával írta le.

## Költők
A Hjakunin issu 100 verset tartalmaz, de mindegyik verset más-más költő írta. Az antológiában a költők közel időrendben követik egymást.
| - 1.Tendzsi császár (天智天皇, Tenji-tennō) - 2.Dzsitó császárnő (持統天皇, Jitō-tennō) - 3.Kakinomoto no Hitomaro (柿本人麻呂, Kakinomoto no Hitomaro) - 4.Jamabe no Akahito (山部赤人, Yamabe no Akahito) - 5.Szarumaru no Taifu (猿丸大夫, Sarumaru no Taifu) - 6.Ótomo no Jakamocsi (中納言家持, Ōtomo no Yakamochi) - 7.Abe no Nakamaro (阿倍仲麻呂, Abe no Nakamaro) - 8.Kisen szerzetes (喜撰法師, Kisen Hoshi) - 9.Ono no Komacsi (小野小町, Ono no Komachi) - 10.Szemimaru (蝉丸, Semimaru) - 11.Ono no Takamura (参議篁, Ono no Takamura) - 12.Hendzso (僧正遍昭, Henjo) - 13.Visszavonult Józei császár (陽成院, Yōzei-in) - 14.Minamoto no Tóru (河原左大臣, Minamoto no Tōru) - 15.Kókó császár (光孝天皇, Kōkō-tennō) - 16.Arivara no Jukihira (中納言行平, Ariwara no Yukihira) - 17.Arivara no Narihira (在原業平朝臣, Ariwara no Narihira) - 18.Fudzsivara no Tosijuki (藤原敏行朝臣, Fujiwara no Toshiyuki) - 19.Isze úrő (伊勢, Ise) - 20.Motojosi herceg (元良親王, Motoyoshi-sinnō) - 21.Szoszei (素性法師, Sosei) - 22.Fun'ja no Jaszuhide (文屋康秀, Fun'ya no Yasuhide) - 23.Óe no Csiszato (大江千里, Ōe no Chisato) - 24.Szugavara no Micsizane (菅家, Sugawara no Michizane) - 25.Fudzsivara no Ssadakata (三条右大臣, Fujiwara no Sadakata) - 26.Fudzsivara no Tadahira (貞信公, Fujiwara no Tadahira) - 27.Fudzsivara no Kaneszuke (中納言兼輔, Fujiwara no Kanesuke) - 28.Minamoto no Munejuki (源宗于朝臣, Minamoto no Muneyuki) - 29.Ósikócsi no Micune (凡河内躬恒, Ōshikōchi no Mitsune) - 30.Mibu no Tadamine (壬生忠岑, Mibu no Tadamine) - 31.Szakanoue no Korenari (坂上是則, Sakanoue no Korenari) - 32.Harumicsi no Curaki (春道列樹, Harumichi no Tsuraki) - 33.Ki no Tomonori (紀友則, Ki no Tomonori) - 34.Fudzsivara no Okikaze (藤原興風, Fujiwara no Okikaze) - 35.Ki no Curajuki (紀貫之, Ki no Tsurayuki) - 36.Kijohara no Fukajabu (清原深養父, Kiyohara no Fukayabu) - 37.Funja no Asajasu, (文屋朝康, Fun'ya no Asayasu) - 38.Ukon (右近, Ukon) - 39.Minamoto no Hitosi (参議等, Minamoto no Hitoshi) - 40.Taira no Kanemori (平兼盛, Taira no Kanemori) - 41.Mibu no Tadami (壬生忠見, Mibu no Tadami) - 42.Kijohara no Motoszuke (清原元輔, Kiyohara no Motosuke) - 43.Fudzsivara no Acutada (権中納言敦忠, Fujiwara no Atsutada) - 44.Fudzsivara no Aszatada (中納言朝忠, Fujiwara no Asatada) - 45.Fudzsivara no Koretada (謙徳公, Fujiwara no Koretada) - 46.Szone no Joshitada (曽禰好忠, Sone no Yoshitada) - 47.Egjó (恵慶法師, Egyō) - 48.Minamoto no Sigejuki (源重之, Minamoto no Shigeyuki) - 49.Ónakatomi no Josinobu (大中臣能宣朝臣, Ōnakatomi no Yoshinobu) - 50.Fudzsivara no Jositaka (藤原義孝, Fujiwara no Yoshitaka) | - 51.Fudzsivara no Szanekata (藤原実方朝臣, Fujiwara no Sanekata) - 52.Fudzsivara no Micsinobu (藤原道信朝臣, Fujiwara no Michinobu) - 53.Micsicuna no Haha (右大将道綱母, Michitsuna no Haha) - 54.Takasina no Kisi (儀同三司母, Takashina no Kishi) - 55.Fudzsivara no Kintó (大納言公任, Fujiwara no Kintō) - 56.Izumi Sikibu (和泉式部, Izumi Shikibu) - 57.Muraszaki Sikibu (紫式部, Murasaki Shikibu) - 58.Daini no Szanmi (大弐三位, Daini no Sanmi) - 59.Akazome Emon (赤染衛門, Akazome Emon) - 60.Ko Sikibu no Naisi (小式部内侍, Ko Shikibu no Naishi) - 61.Isze no Taifu (伊勢大輔, Ise no Taifu) - 62.Szei Sonagon (清少納言, Sei Shonagon) - 63.Fudzsivara no Micsimazsa (左京大夫道雅, Fujiwara no Michimasa) - 64.Fudzsivara no Szadajori (権中納言定頼, Fujiwara no Sadayori) - 65.Szagami (相模, Sagami) - 66.Gjószon (大僧正行尊, Gyōson) - 67.Szuó no Naisi (周防内侍, Suō no Naishi) - 68.Visszavonult Szandzsó császár (三条院, Sanjō-in) - 69.Nóin szerzetes (能因法師, Nōin Hōshi) - 70.Rjózen (良暹法師, Ryōzen) - 71.Minamoto no Cunenobu (大納言経信, Minamoto no Tsunenobu) - 72.Júsi Naisinó-ke no Kii (祐子内親王家紀伊, Yūshi Naishinō-ke no Kii) - 73.Óe no Maszafusza (権中納言匡房, Ōe no Masafusa) - 74.Minamoto no Tosijori (源俊頼朝臣, Minamoto no Toshiyori) - 75.Fudzsivara no Mototosi (藤原基俊, Fujiwara no Mototoshi) - 76.Fudzsivara no Tadamicsi (法性寺入道前関白太政大臣, Fujiwara no Tadamichi) - 77.Visszavonult Szutoku császár (崇徳院, Sutoku-in) - 78.Minamoto no Kanemasza (源兼昌, Minamoto no Kanemasa) - 79.Fudzsivara no Akiszuke (左京大夫顕輔, Fujiwara no Akisuke) - 80.Taiken Mon In no Horikava (待賢門院堀河, Taiken Mon In no Horikawa) - 81.Tokudaidzsi no Szadekata (後徳大寺左大臣, Tokudaiji no Sadekata) - 82.Dóin (道因法師, Dōin) - 83.Fudzsivara no Sunzei (皇太后宮大夫俊成, Fujiwara no Shunzei) - 84.Fudzsivara no Kijoszuke (藤原清輔朝臣, Fujiwara no Kiyosuke) - 85.Sune (俊恵法師, Shun'e) - 86.Szaigjó (西行法師, Saigyō) - 87.Dzsakuren (寂蓮法師, Jakuren) - 88.Kókamonin no Bettó (皇嘉門院別当, Kōkamonin no Bettō) - 89.Sikisi hercegnő (式子内親王, Shikishi-shin'nō) - 90.Inpumonin no Taifu (殷富門院大輔, Inpumonin no Taifu) - 91.Kudzsó Josicune (後京極摂政前太政大臣, Kujō Yoshitsune) - 92.Nidzsóin no Szanuki (二条院讃岐, Nijōin no Sanuki) - 93.Minamoto no Szanetomo (鎌倉右大臣, Minamoto no Sanetomo) - 94.Aszukai no Maszacune (参議雅経, Asukai no Masatsune) - 95.Dzsien (前大僧正慈円, Jien) - 96.Szaiondzsi Kintsune (入道前太政大臣, Saionji Kintsune) - 97.Fudzsivara no Teika (権中納言定家, Fujiwara no Teika) - 98.Fudzsivara no Ietaka (従二位家隆, Fujiwara no Ietaka) - 99.Visszavonult Go-toba császár (後鳥羽院, Go-toba-in) - 100.Visszavonult Dzsuntoku császár (順徳院, Juntoku-in) |

## Más hjakunin issu antológiák
Más versantológiákat is összeszerkesztettek hasonló kritériumok alapján, azaz hogy száz költő egy-egy versét gyűjtötték egy kötetbe. Ilyen például a második világháború idejéből származó Aikoku hjakunin issu (愛国百人一首) vagy a Kjóka hjakunin issu (狂歌百人一首, Kyōka Hyakunin Isshu), ami az Ogura hjakunin issu paródiájának készült.

## Kártya játék
Teika antológiája alapjául szolgál a karuta kártyajátéknak, ami már az Edo-kor óta népszerű játék. Sok formája létezik az uta-garutának, azaz a 'verses kártyajátéknak', mint például a Verseny-karuta.

## Feldolgozásai a médiában
A költők életét a Csójaku hjakunin issu: Uta koi című manga és anime dolgozza fel, de nagy szerepet kapnak a versek a Csihajafuru nevezetű mangában és animében is.

## Fordítás
- Ez a szócikk részben vagy egészben  az   Ogura Hyakunin Isshu című angol Wikipédia-szócikk ezen változatának fordításán alapul.  Az eredeti cikk szerkesztőit annak laptörténete sorolja fel. Ez a jelzés csupán a megfogalmazás eredetét és a szerzői jogokat jelzi, nem szolgál a cikkben szereplő információk forrásmegjelöléseként.